# NOV Ma Radio
 (février 2025).
Motif : WP:CAA - Où sont les sources centrées sur la durée ? Dans la presse nationale ou internationale ?
- Archive Wikiwix
- Bing
- Cairn
- DuckDuckGo
- E. Universalis
- Gallica
- Google
- G. Books
- G. News
- G. Scholar
- Persée
- Qwant
- (zh) Baidu
- (ru) Yandex
- (wd) trouver des œuvres sur Wikidata

| 1. | Préciser le motif de la pose du bandeau. | Précisez le motif de la pose du bandeau en utilisant la syntaxe suivante : {{admissibilité à vérifier\|date=avril 2025\|motif=remplacez ce texte par le motif}}                   |
| 2. | Informer les utilisateurs concernés.     | Pensez à avertir le créateur de l'article, par exemple, en insérant le code ci-dessous sur sa page de discussion : {{subst:avertissement admissibilité à vérifier\|NOV Ma Radio}} |

 (août 2014).
Si vous disposez d'ouvrages ou d'articles de référence ou si vous connaissez des sites web de qualité traitant du thème abordé ici, merci de compléter l'article en donnant les références utiles à sa vérifiabilité et en les liant à la section « Notes et références ».
 (février 2025).
La mise en forme du texte ne suit pas les recommandations de Wikipédia : il faut le « wikifier ».
Les points d'amélioration suivants sont les cas les plus fréquents. Le détail des points à revoir est peut-être précisé sur la page de discussion.
- Les titres sont pré-formatés par le logiciel. Ils ne sont ni en capitales, ni en gras.
- Le texte ne doit pas être écrit en capitales (les noms de famille non plus), ni en gras, ni en italique, ni en « petit »…
- Le gras n'est utilisé que pour surligner le titre de l'article dans l'introduction, une seule fois.
- L'italique est rarement utilisé : mots en langue étrangère, titres d'œuvres, noms de bateaux, etc.
- Les citations ne sont pas en italique mais en corps de texte normal. Elles sont entourées par des guillemets français : « et ».
- Les listes à puces sont à éviter, des paragraphes rédigés étant largement préférés. Les tableaux sont à réserver à la présentation de données structurées (résultats, etc.).
- Les appels de note de bas de page (petits chiffres en exposant, introduits par l'outil «  Source ») sont à placer entre la fin de phrase et le point final[comme ça].
- Les liens internes (vers d'autres articles de Wikipédia) sont à choisir avec parcimonie. Créez des liens vers des articles approfondissant le sujet. Les termes génériques sans rapport avec le sujet sont à éviter, ainsi que les répétitions de liens vers un même terme.
- Les liens externes sont à placer uniquement dans une section « Liens externes », à la fin de l'article. Ces liens sont à choisir avec parcimonie suivant les règles définies. Si un lien sert de source à l'article, son insertion dans le texte est à faire par les notes de bas de page.
- La présentation des références doit suivre les conventions bibliographiques. Il est recommandé d'utiliser les modèles {{Ouvrage}}, {{Chapitre}}, {{Article}}, {{Lien web}} et/ou {{Bibliographie}}. Le mode d'édition visuel peut mettre en forme automatiquement les références.
- Insérer une infobox (cadre d'informations à droite) n'est pas obligatoire pour parachever la mise en page.

Pour une aide détaillée, merci de consulter Aide:Wikification.
Si vous pensez que ces points ont été résolus, vous pouvez retirer ce bandeau et améliorer la mise en forme d'un autre article.
NOV Ma Radio est une radio associative française de catégorie A dont le siège social se situe à Saint-Gervais en Vendée.  Elle émet dans le nord-ouest et sur le littoral vendéen sur 93.1 FM. Cette station de radio a pour but de relayer l'information locale dans le Nord Ouest vendéen et de communiquer sur les événements et acteurs régionaux.

## Historique
En 2001, une radio temporaire est mise en place sur le Canton de Beauvoir-sur-Mer. Un projet qui séduit les élus du Nord-Ouest Vendée et grâce au Conseil supérieur de l'audiovisuel (CSA) qui octroie trois nouvelles fréquences au département vendéen, l'association NOV Fm voit le jour en décembre 2003.
La participation financière de trois communautés de communes aide la radio à se développer : Beauvoir-sur-mer, Challans et Saint-Jean-de-Monts. La radio diffuse ses premiers programmes en 2004 sous l'égide d’Arnaud Guittot et de Hervé Racois, épaulés par plusieurs correspondants qui s'occupent de l'information locale. 
En 2007, Arnaud Guittot devient le responsable de l'antenne. 
En 2008, la journaliste, Emmanuelle Mézerette, le rejoint et gère la rédaction. Une nouvelle grille d'information est mise en place.
En 2009, un nouvel animateur et programmateur, Thierry David, vient compléter l'association. Enfin, Palluau et Noirmoutier s’ajoutent à la liste des communautés de communes qui financent NovFm en 2011.
En 2024, la Radio change de Nom et devient Nov Ma Radio.En 2025, elle déménagera à Challans dans une ancienne école.

## Identité visuelle
Nov FM est donc devenu Nov Ma Radio et a changé de logo, voila les 4 logos: l'ancien et les 3 version du Nouveau :

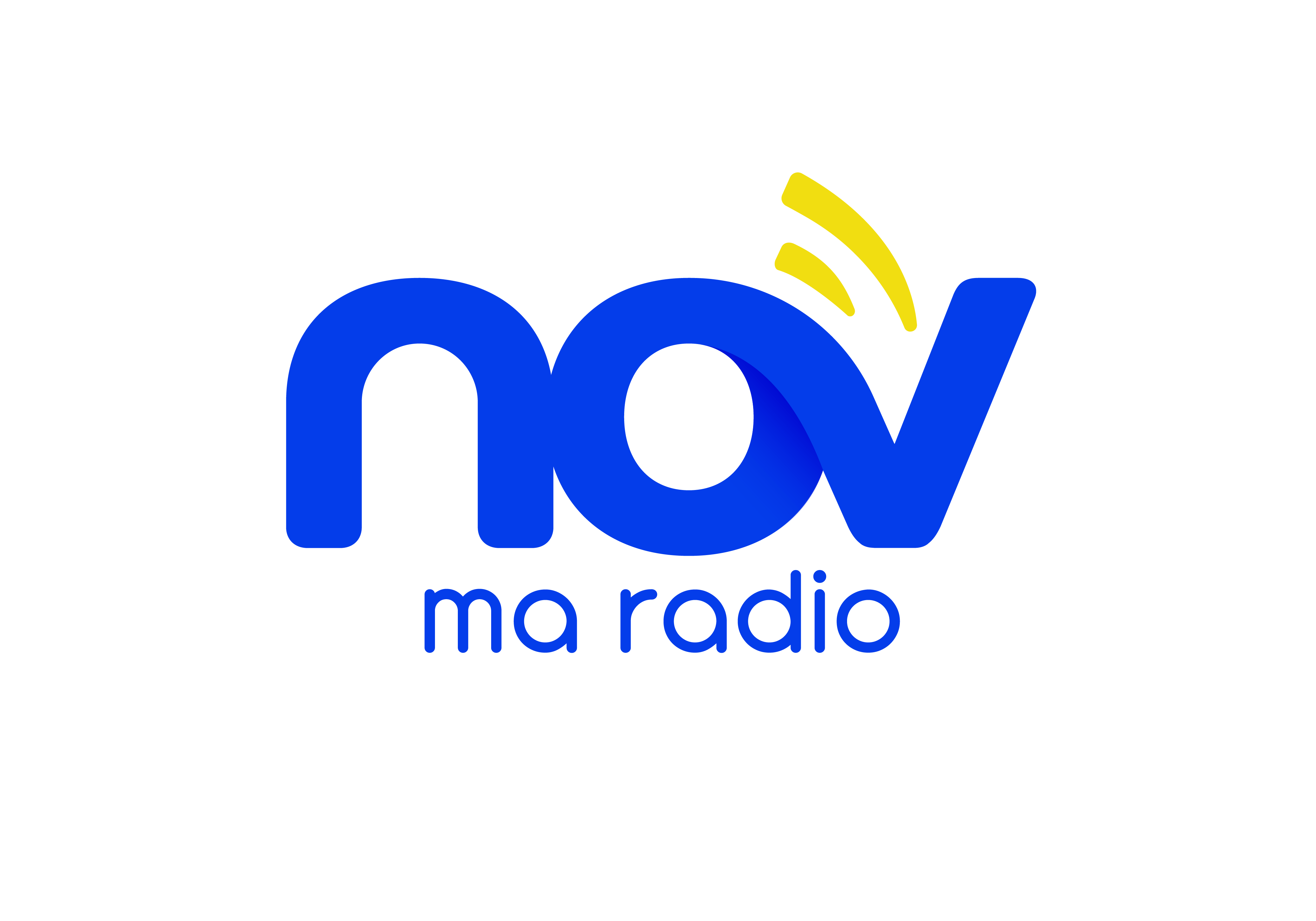
Logo De 2024 N°1

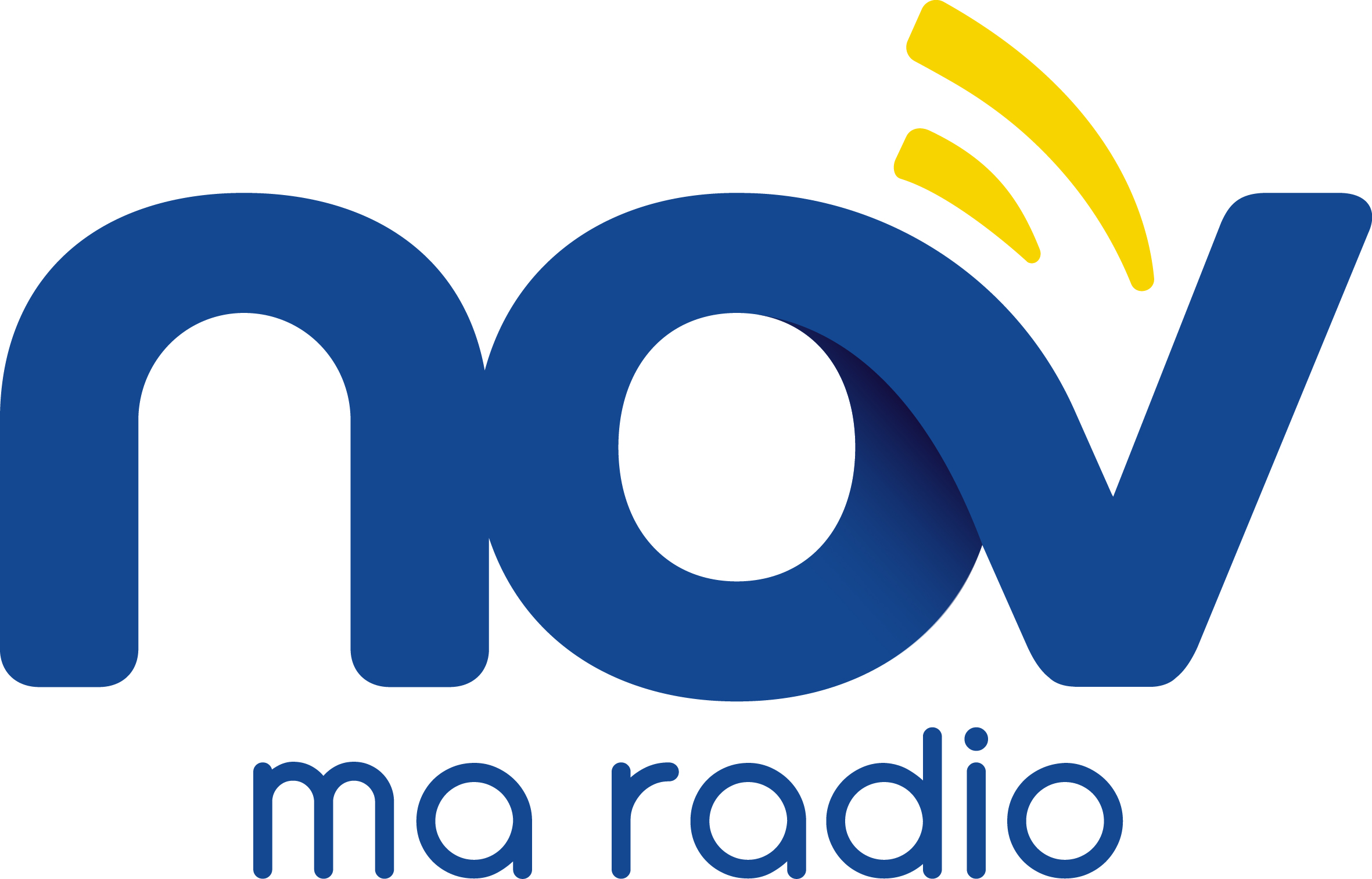
Logo De 2024 N°2

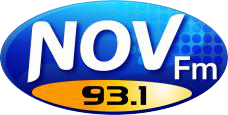
Ancien Logo de NOV FM

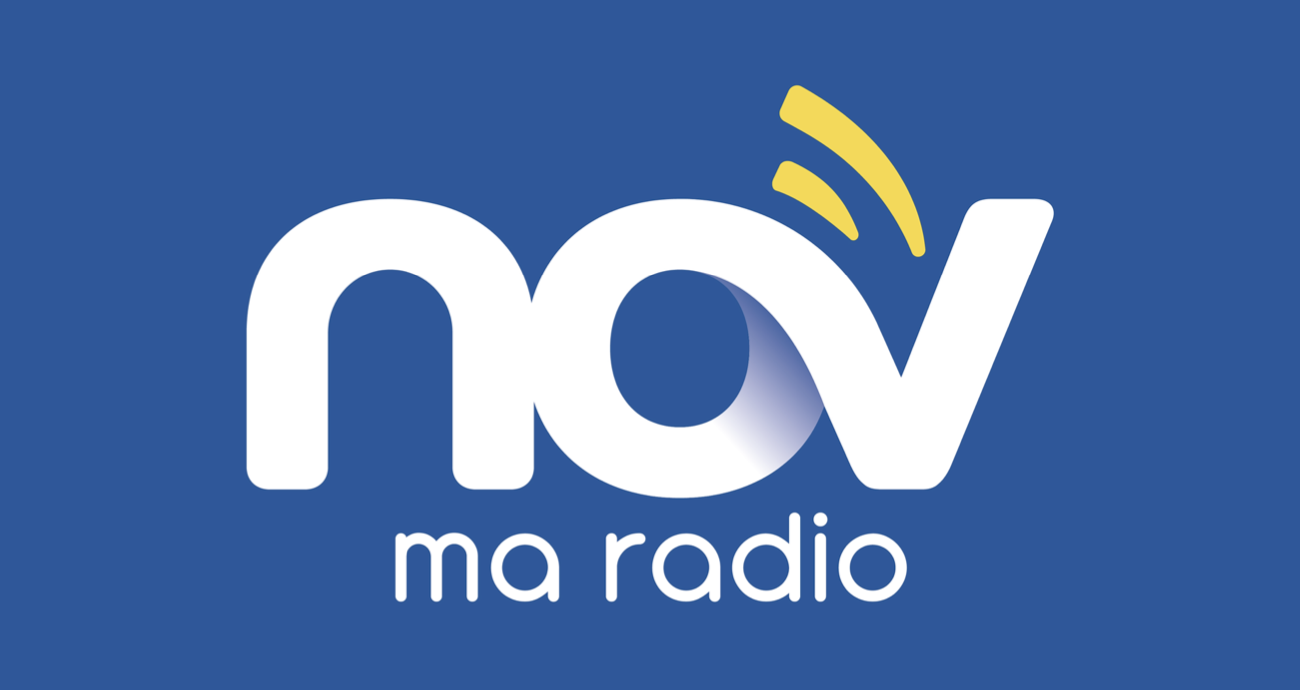
Logo De 2024 N°3

## Caractéristiques
NOV Ma RADIO est une radio musicale généraliste, destinée à tous les publics. Elle diffuse principalement des musiques contemporaines, variété française et internationale, avec des retours réguliers sur les années 1980, 1990,2000 et les "Années Vinyles". 
La radio couvre l'actualité de la vie locale, culturelle, sportive, économique, associative. Présente en délocalisation sur de grands événements (Foulée du Gois, Foire des Minées, Musique Océane, Folles Journées).

## Financement
NOV Ma Radio est subventionnée par cinq cantons nord-vendéens : Beauvoir-sur-mer, Challans, Noirmoutier, Palluau et Saint-Jean-de-Monts. La station de radio, qui est financée à hauteur de 20 % grâce aux recettes publicitaires,  bénéficie également d'une allocation du Fonds de soutien à l'expression radiophonique (FSER).

## Liste des émissions et chroniques
- Les matins Nov
- Tu l'as lu dit ?
- Le bloc Nov
- Les compagnons de Noé
- Prise Télé
- Hit Kdo
- Zone 80
- La page emploi